# Kurt Pester
Kurt Arthur Pester (* 18. August 1908 in Ehrenhain; † 21. April 1945 in Cuxhaven-Sahlenburg) war ein deutscher Widerstandskämpfer.

## Leben
Pester war drittes von insgesamt sechs Kindern eines Maurers und Sozialdemokraten. Wie sein Vater erlernte Pester den Beruf eines Maurers und trat im Alter von 19 Jahren der SPD bei. Aktiv kämpfte er als Mitglied der SPD und Mitglied des Reichsbanner gegen den damals aufkommenden Faschismus.
Nach der Machtergreifung der Nationalsozialisten im Jahr 1933 war er politisch aktiv im illegalen Kampf gegen den Faschismus. Durch Flugblattaktionen und Aufrechterhaltung illegaler Verbindungen zu emigrierten SPD-Mitgliedern in die damalige Tschechoslowakei beteiligte er sich am Widerstand gegen die Diktatur und gegen die Vorbereitung des Krieges.
1941 wurde er zur Wehrmacht eingezogen. Als Obergefreiter versah Pester seinen Dienst in verschiedenen Einheiten und Orten wie zum Beispiel in Cuxhaven, Holland und zuletzt auf der Insel Helgoland. Auch in dieser Zeit war er politisch aktiv gegen den Nationalsozialismus.

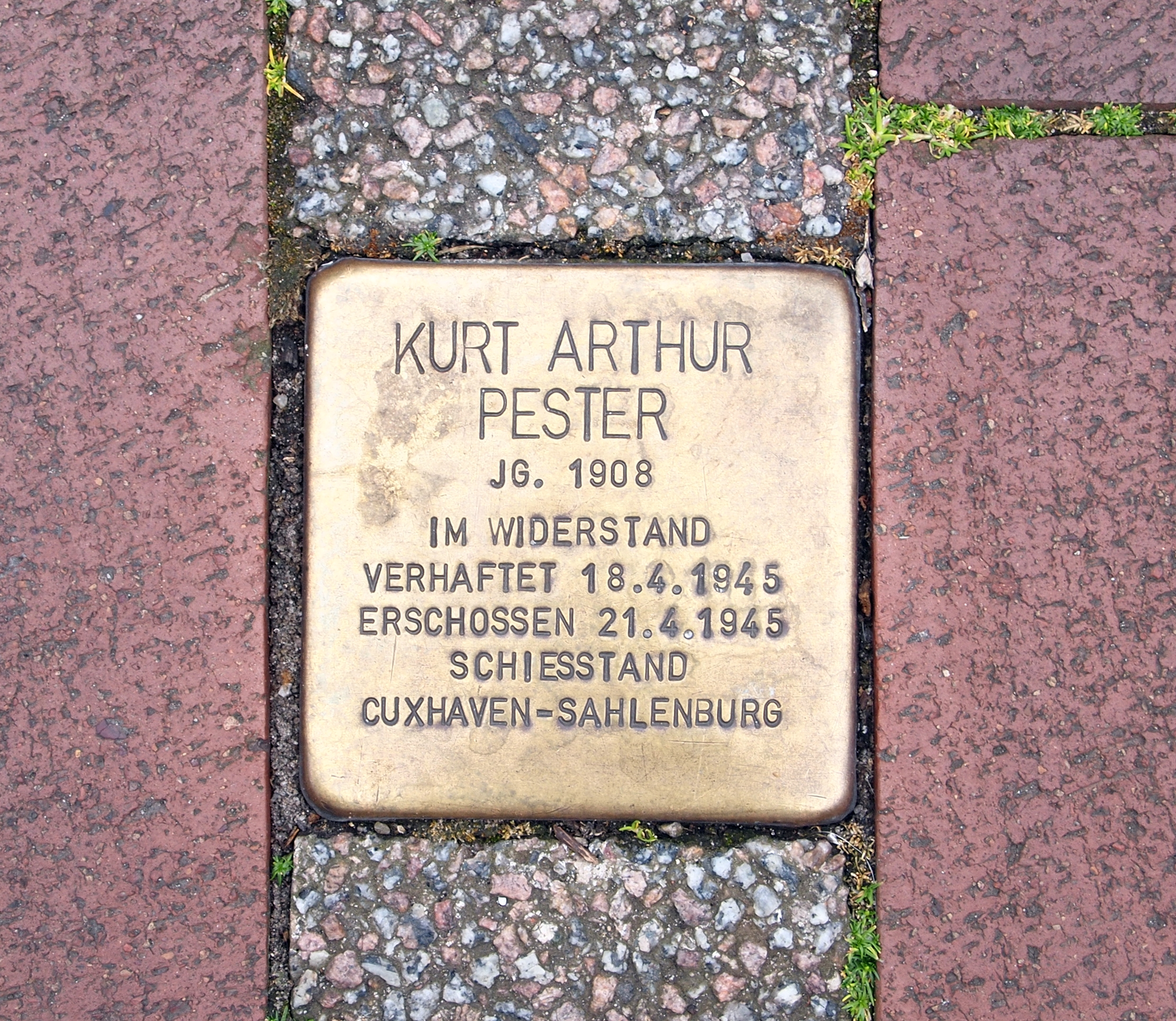
Stolperstein auf Helgoland

In den letzten Kriegstagen im April 1945 organisierte er mit weiteren Kameraden und Bürgern der Insel Helgoland die kampflose Übergabe der Insel an die alliierten Truppen.
Ihre Verschwörung wurde verraten, die Beteiligten – darunter auch Pester – wurden verhaftet und zum Tode verurteilt nach Cuxhaven gebracht. Konteradmiral Rolf Johannesson hat als Seekommandant Elbe-Weser und Gerichtsherr diese NS-Unrechtsurteile bestätigt, deren sofortige Vollstreckung ohne Verteidigung und gegen die Bitte eines Marinepastors um Aufschub erfolgte. Durch ein militärisches Standgericht wurden die am 21. April 1945 zum Tode verurteilen fünf Beteiligten noch am gleichen Tage durch ein Erschießungskommando hingerichtet. Sie starben durch Genickschuss.
Pester war verheiratet und hinterließ Ehefrau und drei Kinder im Alter von zwölf, neun und fünf Jahren.

## Würdigungen
In Ehrenhain trägt ein Platz seinen Namen und am 17. April 2010 wurde auf Helgoland ein Stolperstein gesetzt.